# El martillo de Lucifer

El martillo de Lucifer es una novela de ciencia ficción escrita por Larry Niven y Jerry Pournelle en 1977. En ella se relata la colisión de un cometa con la Tierra, con una pluma fuertemente realista, típico de la ciencia ficción dura como es el estilo de la obra de Larry Niven en general.

## Contenido
El libro está dividido en cuatro partes. En la se presentan los protagonistas, uno de los cuales es un millonario que además es astrónomo aficionado y que es quien descubre al cometa. La mayor parte transcurre en Los Ángeles y en las colinas vecinas al valle de San Joaquín. La segunda parte relata el martes del portento. Comienza con la caída del Martillo y termina en la noche de ese martes. La tercera parte narra las vicisitudes de los sobrevivientes. En la cuarta parte se define la nueva sociedad que renace de las cenizas.

## Agradecimientos
Extractos de Gifford Lectures, 1948, por Emil Brunnen.
Extractos de una conferencia privada de Robert Heinlein. Reimpreso con autorización.
De “Pureza, dulzura, cultura”, por Frank Garparick. Copyright 1977, Frank Garparick. Utilizado con permiso del autor.
De Cómo terminará el mundo, por Daniel Cohen. Copyright 1973, McGraw-Hill. Utilizado con permiso de McGraw-Hill Book Co.
De El mono desnudo, por Desmond Morris. Copyright 1967. McGraw-Hill. Utilizado con permiso de McGraw-Hill Book Company.
Extracto de La conexión cósmica, por Carl Sagan. Copyright 1973, Carl Sagan y Jerome Agel. Reproducido con permiso de Doubleday and Company, Inc.
Extractos de La próxima Edad Oscura, por Roberto Vacca. Copyright 1973, Doubleday and Company, Inc. Reproducido con permiso de Doubleday and Company, Inc.
De Lunas y planetas: una introducción a la ciencia planetaria, por William Hartman. Copyright 1972, Wadsworth Publishing Co., Inc. Utilizado con permiso de Wadsworth Publishing Co., Inc.
Extractos de Soberanía, por Bertrand de Jouvenal. Copyright 1957, University of Chicago Press. Utilizado con permiso de University of Chicago Press.
De La furia de los elementos, por Frank W. Lane. Copyright 1965, Chilton Book Co.
Canción The Friggin Falcon, Copyright 1966, Theodore R. Cogswell. Todos los derechos reservados, incluido el derecho de interpretación en público. Utilizado con permiso del autor y su agente, Kirby McCauley.

## Dedicatoria
A Neil Armstrong y Buzz Aldrin, los primeros hombres que caminaron por otro mundo; a Michael Collins, que esperó; y a quienes murieron al intentarlo, Gus Grissom, Roger Chaffee, Ed White, Georgi Dobrovolsky, Viktor Patsayev, Nikolai Volkov y todos los demás.

## Reseña de la contratapa
Cuando EL MARTILLO DE LUCIFER, el cometa gigante, chocó contra la Tierra, hizo pedazos la civilización. Los días felices habían terminado. Estaban viviendo el fin del mundo. Los terremotos eran tan fuertes que no podían medirse con la escala de Richter. Las olas marinas alcanzaban alturas incalculables. Las ciudades se convirtieron en océanos y los océanos en nubes. Era el principio de una nueva Edad de Hielo. Y el final de los gobiernos, los planes, los hospitales y el derecho. Y sobre ellos, igual que otro martillo del demonio, la más terrible selección del hombre hecha por el hombre que jamás se había producido.